# Dave Price
Para el editor estadounidense con el mismo nombre, véase Dave Price (editor).
David "Dave" Price (18 de octubre de 1966 en Poughkeepsie, Nueva York) es un periodista y meteorólogo estadounidense. Fue parte de The Early Show, el programa matutino de Columbia Broadcasting System (CBS), hasta que él y Maggie Rodríguez fueron despedidos en una reestructuración de personal en la estación.
Antes de su carrera en teledifusión, Precio pasó ocho años como un ejecutivo corporativo de recursos humanos; su carrera televisiva comenzó en WSEE-TV en Erie, Pensilvania, como un weathercaster matutino. Desde 1996 hasta 1998, unió a WBBM-TV, un afiliado de la CBS Chicago, como un presentador del tiempo y reportero de prestaciones. Entre 1998 y 1999, Price fue el presentador del programa matutino Good Day Philadelphia de WTFX-TV (Fox 29). Desde 1999 hasta 2003, trabajó como un meteorólogo y copresentador para WNYW-TV (Fox 5) en Nueva York; por sus últimos ocho meses, trabajó como un reportero de prestaciones para el programa sindicado Good Day Live.
Antes de que Price llegó a The Early Show en 2003, actuó como un consumidor que se quedó varado durante un robo en Yes, Dear. En 2003, Price unió a The Early Show de CBS News como un presentador y reportero, reemplazando Mark McEwen. También fue un presentador del tiempo para CBS 2 News This Morning en WCBS-TV de Nueva York hasta 2006. Ocasionalmente sustituye para Harry Smith en The Early Show. Después de que Bob Barker anunció su retiro de The Price is Right a finales de 2006, Price probó como un reemplazo. A pesar de no conseguir el trabajo allí, presentó una semana de episodios en Who Wants to Be a Millionaire para una semana en marzo de 2008.
Price graduó de Poughkeepsie High School en 1983, y graduó de la Universidad Cornell con un título de Licenciado en Relaciones Industriales y Laborales en 1987, así como graduando de la Universidad de Columbia con un título de maestría en psicología organizacional.
Price casó con Jackie Klinger el 7 de agosto de 2010.